# Bliss c. Canada

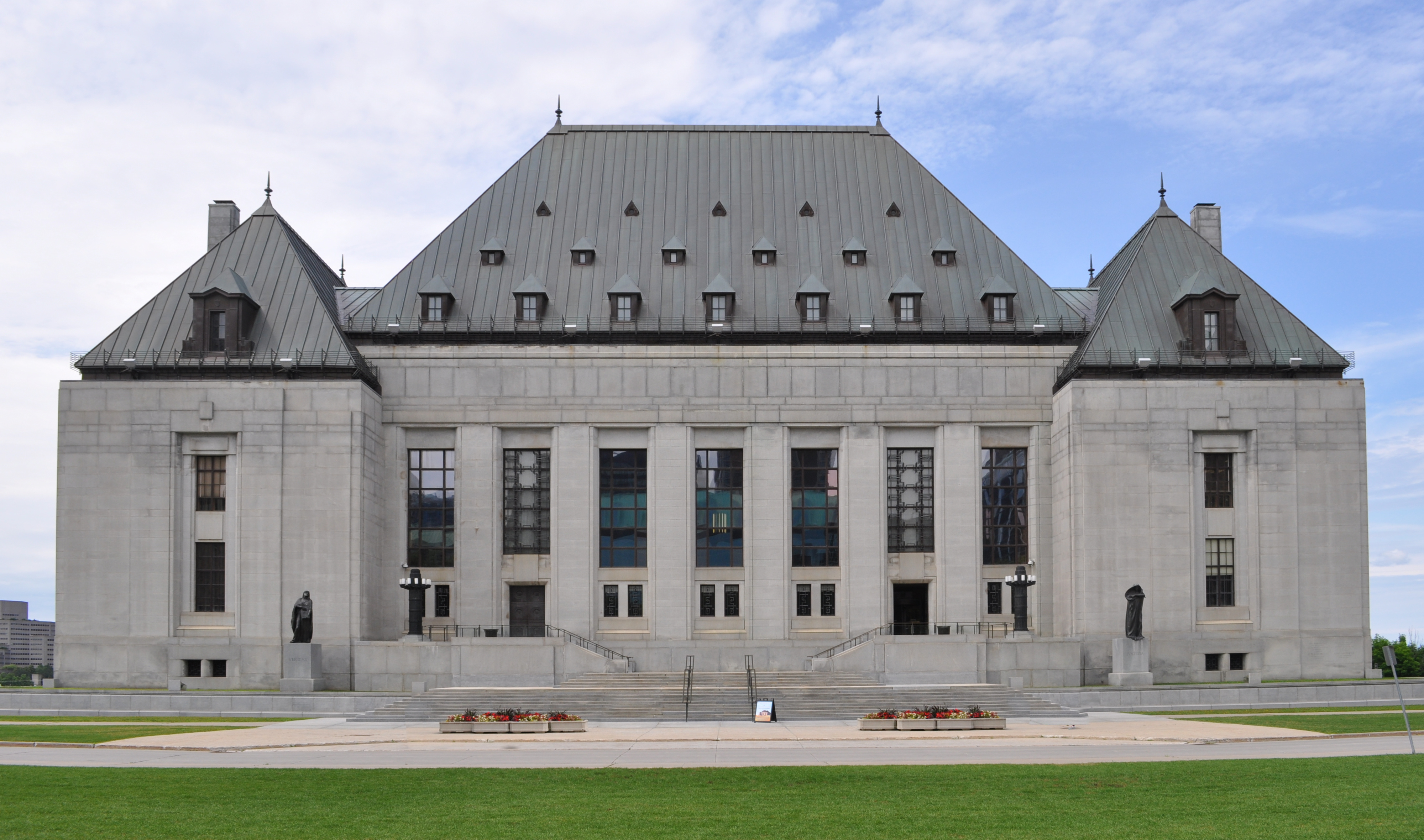
Cour supreme du Canada en été

Bliss c. Canada  est un arrêt important de la Cour suprême du Canada sur les droits à l'égalité des femmes en vertu de la Déclaration canadienne des droits. 
La Cour a estimé que les femmes n'avaient pas droit aux prestations qui leur étaient refusées par la loi sur l'assurance-chômage pendant une certaine période de grossesse. Cette affaire est depuis ce temps devenue un exemple important démontrant les insuffisances de la Déclaration canadienne des droits en ce qui concerne le respect et la protection des droits des individus. Cette décision a finalement été annulée dans Brooks c. Canada Safeway Ltd.

## Les faits
Stella Bliss a dû quitter son travail en raison de sa grossesse quatre jours avant l'accouchement. En raison de sa situation, elle n’avait pas droit à des prestations complètes en vertu de l’article 30 de la loi, mais elle était plutôt assujettie à l’article 46 qui lui refusait ses prestations pendant une période de six semaines après l’accouchement.

## Historique judiciaire antérieur
Bliss a contesté la limitation des prestations en vertu de l'article 46 comme une violation de l'article 1 (b) de la Déclaration des droits qui protège contre la discrimination fondée sur le sexe et garantit «le droit de l'individu à l'égalité devant la loi et à la protection de la loi». Bliss a affirmé que la loi violait son droit à «l'égalité devant la loi».
Le conseil arbitral, puis le tribunal du travail, a rejeté sa demande, mais en appel devant le «juge-arbitre», elle a réussi. À la Cour d'appel fédérale, la décision du juge-arbitre a été annulée.

## Décision de la Cour suprême
Le juge Ritchie, écrivant pour un tribunal à l'unanimité, a conclu que la loi était valide et ne violait pas la disposition relative à l'égalité de la Déclaration des droits.
Ritchie a noté que la loi était un code complet qui prenait en compte les intérêts des femmes et que «toute inégalité entre les sexes dans ce domaine n'est pas créée par la législation mais par la nature». Cela signifie que si la Déclaration des droits protège contre la discrimination fondée sur le sexe, dans ce cas, la discrimination ne concernait pas les femmes mais les personnes enceintes. Il a rejeté l'argument selon lequel l'article 46 niait «l'égalité devant la loi» et a conclu que la Loi constituait un exercice parfaitement valide du pouvoir du Parlement de créer une loi.

## Conséquences
La décision rendue dans cette affaire a par la suite influencé les droits à l'égalité énoncés à l'article 15 de la Charte canadienne des droits et libertés.
Dans Brooks c. Safeway Canada (1989), la Cour suprême a reversé l'arrêt Bliss. La Cour a conclu que la discrimination à l'égard des femmes enceintes constituait une discrimination à l'égard des femmes en vertu du Code provincial des droits de la personne du Manitoba. À l'instar de Bliss, Brooks n'était pas une affaire fondée sur la Charte, bien que la Cour ait examiné une définition de la discrimination en vertu de l'arrêt Andrews c. Law Society of British Columbia.
Stella Bliss est décédée d'un cancer du cerveau à l'âge de 56 ans à Victoria, en Colombie-Britannique, en 1997.